# Misdadiger
Een misdadiger is een persoon die veroordeeld is voor een misdrijf door een persoon met rechterlijke macht, zoals een rechter of een officier van justitie. Niet te verwarren met een veroordeling voor een strafbaar feit. Er wordt hier meestal onderscheid gemaakt tussen grote- en kleine vergrijpen. Onder kleine vergrijpen vallen snelheidsovertredingen in het verkeer, in het openbaar alcohol drinken en wildplassen. Vergrijpen als diefstal, moord, verkrachtingen, discriminatie, illegaal gebruik van drugs en rijden onder invloed vallen onder de categorie 'misdrijf'.